# Rita Liliom
Rita Liliom (ur. 23 maja 1986 roku w Budapeszcie) – węgierska siatkarka grająca na pozycji przyjmującej, reprezentantka kraju. W sezonie 2012/2013 zawodniczka Pałacu Bydgoszcz. Od sezonu 2017/2018 występuje w drużynie SF Paris Saint Cloud.

## Sukcesy reprezentacyjne
Liga Europejska:
- 2015